# سيد إليس
سيد إليس (بالإنجليزية: Syd Ellis)‏ (16 أغسطس 1931 في المملكة المتحدة - 1 يناير 2001 بغرينتش في المملكة المتحدة) هو لاعب كرة قدم بريطاني في مركز الدفاع. شارك مع منتخب إنجلترا تحت 21 سنة لكرة القدم ومنتخب المملكة المتحدة تحت 23 سنة لكرة القدم ومنتخب إنجلترا لكرة القدم الرديف. أما مع النوادي، فقد لعب مع برايتون أند هوف ألبيون وتشارلتون أثلتيك وكريستال بالاس ونادي غيلفورد سيتي.